# La Croix-aux-Mines
 La Croix-aux-Mines  es una población y comuna francesa, en la región de Lorena, departamento de Vosgos, en el distrito de Saint-Dié-des-Vosges y cantón de Fraize.

## Demografía
| 726 | 696 | 738 | 591 | 569 | 575 |
| Para los censos de 1962 a 1999 la población legal corresponde a la población sin duplicidades (Fuente: INSEE [Consultar]) |     |     |     |     |     |